# (13162) Ryokkochigaku
(13162) Ryokkochigaku est un astéroïde de la ceinture principale.

## Description
(13162) Ryokkochigaku est un astéroïde de la ceinture principale. Il fut découvert le 22 octobre 1995 à Nyukasa par Masanori Hirasawa et Shohei Suzuki. Il présente une orbite caractérisée par un demi-grand axe de 2,36 UA, une excentricité de 0,15 et une inclinaison de 5,8° par rapport à l'écliptique.

## Compléments